# Birmingham Challenger 1978
Il Birmingham Challenger 1978 è stato un torneo di tennis facente parte della categoria ATP Challenger Series nell'ambito dell'ATP Challenger Series 1978. Il torneo si è giocato a Birmingham negli Stati Uniti dal 19 al 25 giugno 1978 su campi in erba.

## Vincitori

### Singolare
Deon Joubert ha battuto in finale  Marcelo Lara con il punteggio di 6–4, 6–2

### Doppio
Marcelo Lara /  Mike Cahill hanno battuto in finale  Woody Blocher /  Dave Bohrnstedt con il punteggio di 6–7, 6–4, 6–4